# حطيب

تعديل مصدري - تعديل

حطيب هي إحدى قرى حراز بمديرية مناخة التابعة لمحافظة صنعاء، بلغ تعداد سكانها 65 نسمة حسب تعداد اليمن لعام 2004.